# 시편 135편
시편 135편은 "여호와를 찬양하라"(히브리어: הַלְלוּ יָהּ, 할렐루야)로 시작하고 끝난다. NKJV 버전은 "창조와 구속에서 하나님을 찬양합니다"라는 제목을 붙였다. 그리스어 칠십인역과 라틴어 불가타역에 사용된 번호 체계에서는 시편 134편이다.

## 다른 시편과 구약 구절에 대한 암시
시릴 로드(Cyril Rodd)는 2절과 21절에서 시편 134편, 14절에서 신명기 32:36(모세의 노래), 4절에서 출애굽기 19:5 및 신명기 7:6에 대해 언급한다. 또, 15-20절과 시편 115:4-11 사이의 유사성을 언급한다. 7절은 예레미야 10:13에 반영되어 있다.

## 내용
1. 할렐루야 여호와의 이름을 찬송하라 여호와의 종들아 찬송하라
2. 여호와의 집 우리 여호와의 성전 곧 우리 하나님의 성전 뜰에 서 있는 너희여
3. 여호와를 찬송하라 여호와는 선하시며 그의 이름이 아름다우니 그의 이름을 찬양하라
4. 여호와께서 자기를 위하여 야곱 곧 이스라엘을 자기의 특별한 소유로 택하셨음이로다
5. 내가 알거니와 여호와께서는 위대하시며 우리 주는 모든 신들보다 위대하시도다
6. 여호와께서 그가 기뻐하시는 모든 일을 천지와 바다와 모든 깊은 데서 다 행하셨도다
7. 안개를 땅 끝에서 일으키시며 비를 위하여 번개를 만드시며 바람을 그 곳간에서 내시는도다
8. 그가 애굽의 처음 난 자를 사람부터 짐승까지 치셨도다
9. 애굽이여 여호와께서 네게 행한 표적들과 징조들을 바로와 그의 모든 신하들에게 보내셨도다
10. 그가 많은 나라를 치시고 강한 왕들을 죽이셨나니
11. 곧 아모리인의 왕 시혼과 바산 왕 옥과 가나안의 모든 국왕이로다
12. 그들의 땅을 기업으로 주시되 자기 백성 이스라엘에게 기업으로 주셨도다
13. 여호와여 주의 이름이 영원하시니이다 여호와여 주를 기념함이 대대에 이르리이다
14. 여호와께서 자기 백성을 판단하시며 그의 종들로 말미암아 위로를 받으시리로다
15. 열국의 우상은 은금이요 사람의 손으로 만든 것이라
16. 입이 있어도 말하지 못하며 눈이 있어도 보지 못하며
17. 귀가 있어도 듣지 못하며 그들의 입에는 아무 호흡도 없나니
18. 그것을 만든 자와 그것을 의지하는 자가 다 그것과 같으리로다
19. 이스라엘 족속아 여호와를 송축하라 아론의 족속아 여호와를 송축하라
20. 레위 족속아 여호와를 송축하라 여호와를 경외하는 너희들아 여호와를 송축하라
21. 예루살렘에 계시는 여호와는 시온에서 찬송을 받으실지어다 할렐루야